# イギリスの録音スタジオの一覧
下記は、イギリスの録音スタジオをアルファベット順に並べた一覧である。

## A
- アビー・ロード・スタジオ (Abbey Road Studios) - イングランド、ロンドン、セント・ジョンズ・ウッド
- エイサー・スタジオ（英語版） (Acer Studios) - イングランド、グレーター・マンチェスター
- アソシエイテッド・インディペンデント・レコーディング (Associated Independent Recording, AIR) - イングランド、ロンドン、ウェストミンスター
- エンジェル・スタジオ (Angel Studios) - イングランド、ロンドン、イズリントン
- アストリア・スタジオ（英語版） (Astoria Studio) - イングランド、ロンドン、リッチモンド・アポン・テムズ
- アボット・ストリート・スタジオ (Abbot Street Studios) - イングランド、ロンドン、ロンドン・セントラル

## B
- ボートヤード・ミュージック&フィルム・スタジオ（英語版） (Boatyard Music & Film Studio) - ウェールズ
- ブリタニア・ロウ・スタジオ（英語版） (Britannia Row Studios) - イングランド、ロンドン
- ブライトン・エレクトリック（英語版） (Brighton Electric) - イングランド、ブライトン
- ブリティッシュ・グローヴ・スタジオ（英語版） (British Grove Studios) - イングランド、ロンドン
- ボナファイド・スタジオ (BonaFide Studio) - イングランド、ロンドン、マスウェル・ヒル

## C
- カーゴ・スタジオ（英語版） (Cargo Studios) - イングランド、グレーター・マンチェスター
- キャッスル・オブ・ドーム・スタジオ（英語版） (Castle of Doom Studios) - スコットランド、グラスゴー
- CaVaスタジオ（英語版） (CaVa Studios) - スコットランド、グラスゴー
- チッピング・ノートン・レコーディング・スタジオ（英語版） (Chipping Norton Recording Studios) - イングランド、オックスフォードシャー

## D
- デンマーク・ストリート・スタジオ (Denmark Street Studios) - イングランド、ロンドン

## E
- エル・ピエ・スタジオ（英語版） (Eel Pie Studios) - イングランド、ロンドン

## F
- フェアビュー・スタジオ（英語版） (Fairview Studios) - イングランド、ハル、ウィラービー
- ザ・ファーム（英語版） (The Farm) - イングランド、チディングフォールド
- フォービドゥン・ロンドン（英語版） (Forbidden London) - イングランド、ロンドン

## H
- ヘッドリィ・グランジ (Headley Grange) - イングランド、イースト・ハンプシャー

## I
- IBCスタジオ (IBC Studios) - イングランド、ロンドン

## L
- リトル・モンキー・スタジオ (Little Monkey Studios) - グロスタシャー、チェルトナム

## M
- メイフェア・スタジオ（英語版） (Mayfair Studios) - イングランド、ロンドン
- マナー・スタジオ（英語版） (The Manor Studio) - イングランド、オックスフォードシャー
- メトロポリス・グループ（英語版） (Metropolis Group) - イングランド、ロンドン
- モノウ・ヴァレー・スタジオ（英語版） (Monnow Valley Studio) - ウェールズ、モンマス、ロックフィールド
- モルガン・スタジオ（英語版） - イングランド、ロンドン

## N
- ネモ・スタジオ（英語版） (Nemo Studios) - イングランド、ロンドン

## O
- オリンピック・スタジオ (Olympic Studios) - イングランド、ロンドン

## P
- プライオリー・レコーディング・スタジオ（英語版） (Priory Recording Studios) - イングランド、バーミンガム

## R
- リアル・ワールド・スタジオ（英語版） (Real World Studios) - ピーター・ガブリエルによる設立
- ロックフィールド・スタジオ (Rockfield Studios) - ウェールズ、モンマス
- リチュアル・スタジオ (Ritual Studios) - ダーリントン
- ロニー・レーンズ・モバイル・スタジオ（英語版） (Ronnie Lane's Mobile Studio)

## S
- サーム・イースト・スタジオ（英語版） (Sarm East Studios) - イングランド、ロンドン
- サーム・ウェスト・スタジオ（英語版） (Sarm West Studios)
- ソーミルズ・スタジオ（英語版） (Sawmills Studios) - イングランド、コーンウォール、ゴラント
- サウンド・スペース・スタジオ（英語版） (Sound Space Studios) - ウェールズ
- サウンド・テクニックス（英語版） (Sound Techniques) - イングランド、ロンドン
- ストロベリー・スタジオ（英語版） (Strawberry Studios, Inner City Studios) - ストックポート、イングランド

## T
- トゥー・ラグ・スタジオ（英語版） (Toe Rag Studios) - イングランド、ロンドン、ハックニー
- トライデント・スタジオ（英語版） (Trident Studios) - イングランド、ロンドン
- チューンヴァレー・スタジオ (Tunevalley Studios) - イングランド、サウス・グロスタシャー、チェアフィールド

## W
- ウェセックス・サウンド・スタジオ（英語版） (Wessex Sound Studios)

## Y
- イエロー・フィッシュ・ミュージック・グループ (Yellow Fish Music Group) - イングランド、ブライトン